# Kap Touriñán

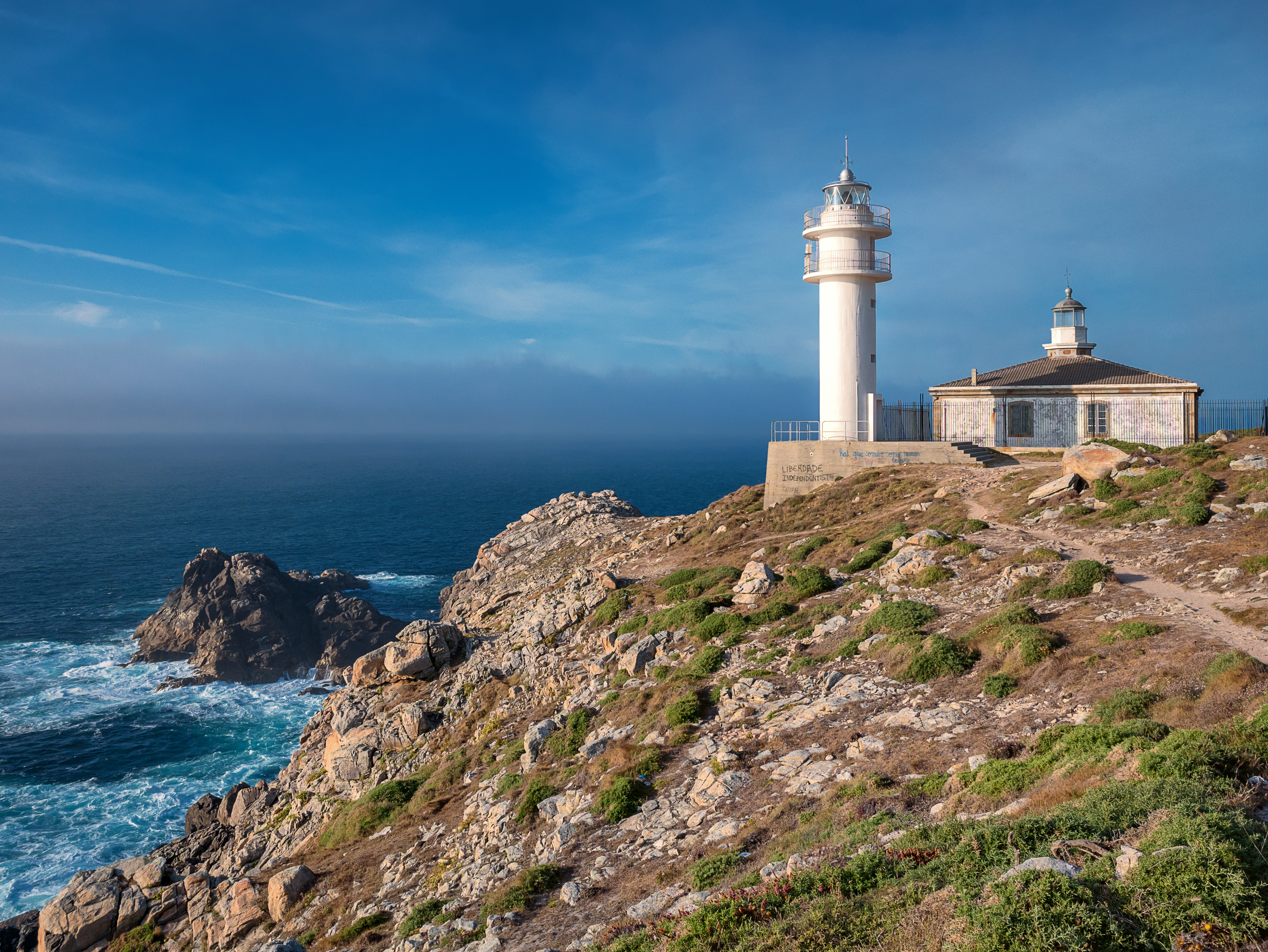
Cabo Touriñán mit dem alten Leuchtturm von 1898 rechts und dem 1981 gebauten Nachfolger

Das Kap Touriñán bzw. Cabo Touriñán (spanisch, galicisch) ist der westlichste Punkt Galiciens und damit der westlichste Punkt Festlandspaniens und westlichste Ort mit MEZ-Zeitzone. Es befindet sich in der Gemeinde Muxía in der Provinz A Coruña. Es liegt weiter westlich als das bekanntere rund 20 km südlich gelegene Kap Finisterre. 
Das Kap liegt an der Spitze einer Halbinsel, die im Wesentlichen aus Granitgestein besteht. Sie steigt bis zu 93 Metern Höhe über dem Meeresspiegel auf und ragt rund einen Kilometer in den Atlantischen Ozean hinaus. Auf einem Plateau 50 Meter über dem Meer steht ein alter Leuchtturm von 1898 und sein moderner Nachfolger von 1981. Die Tragweite des 11 m hohen neuen Turmes beträgt bis zu 20 Seemeilen (37 km) 

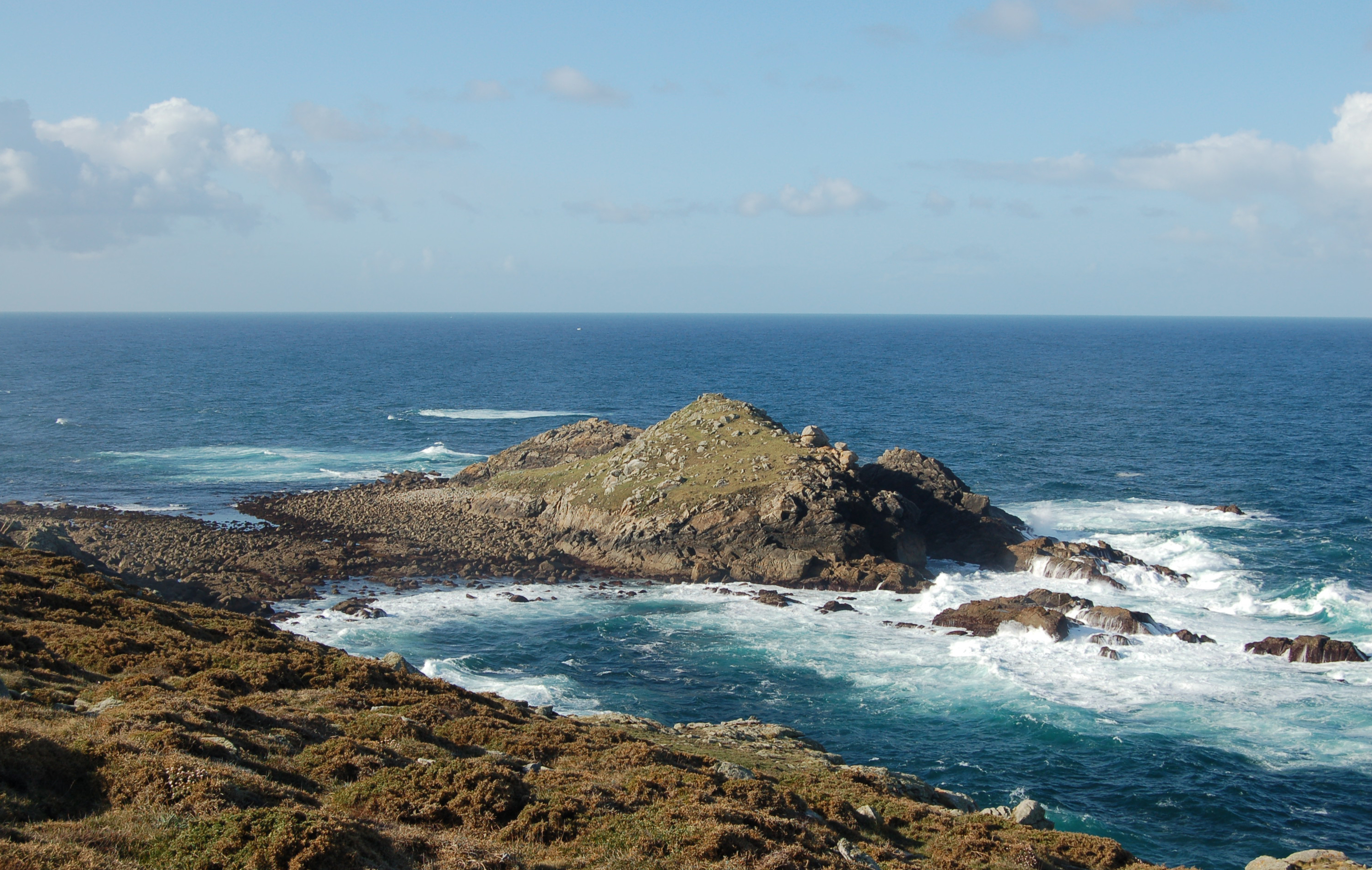
Illa do Castelo.
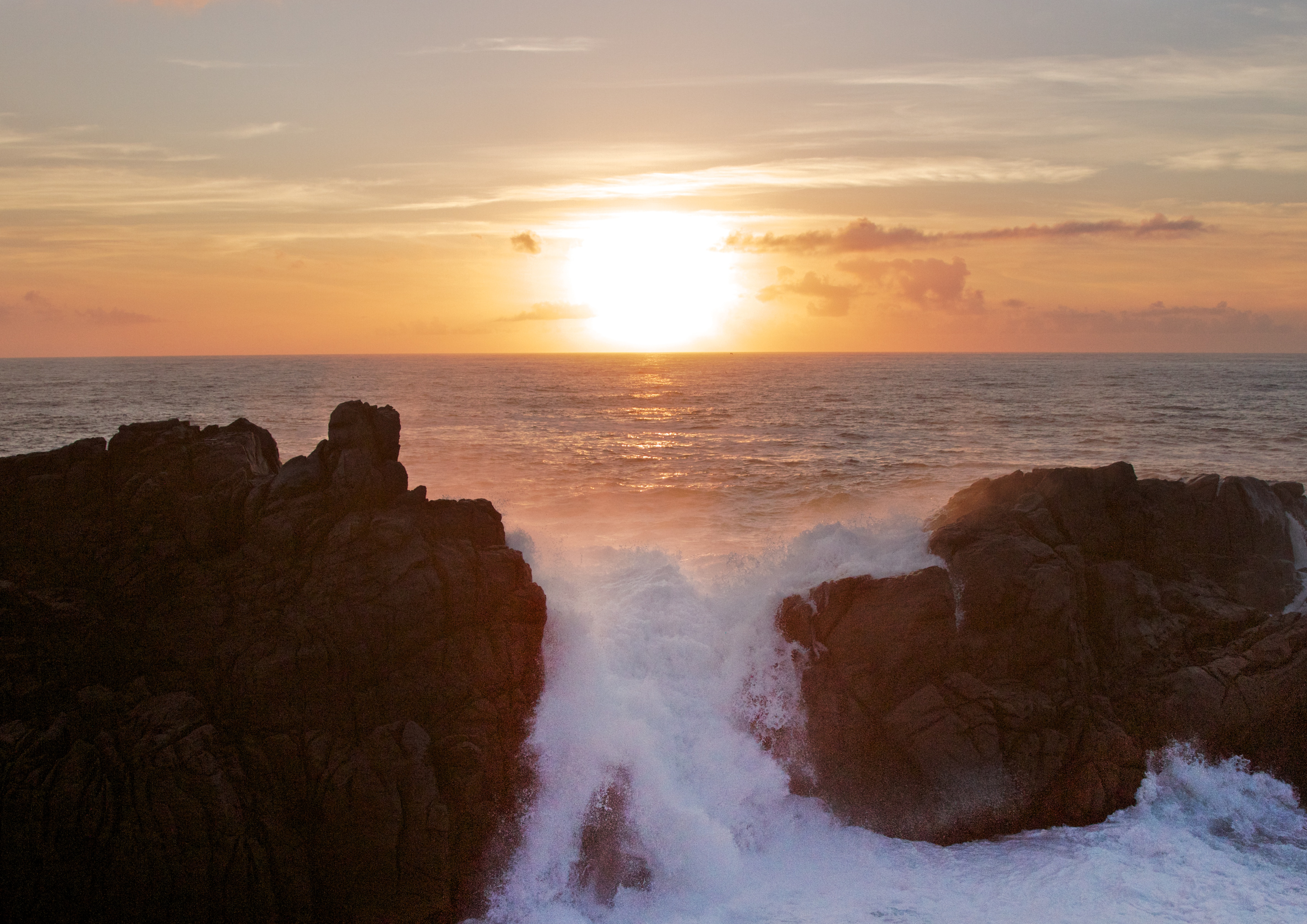
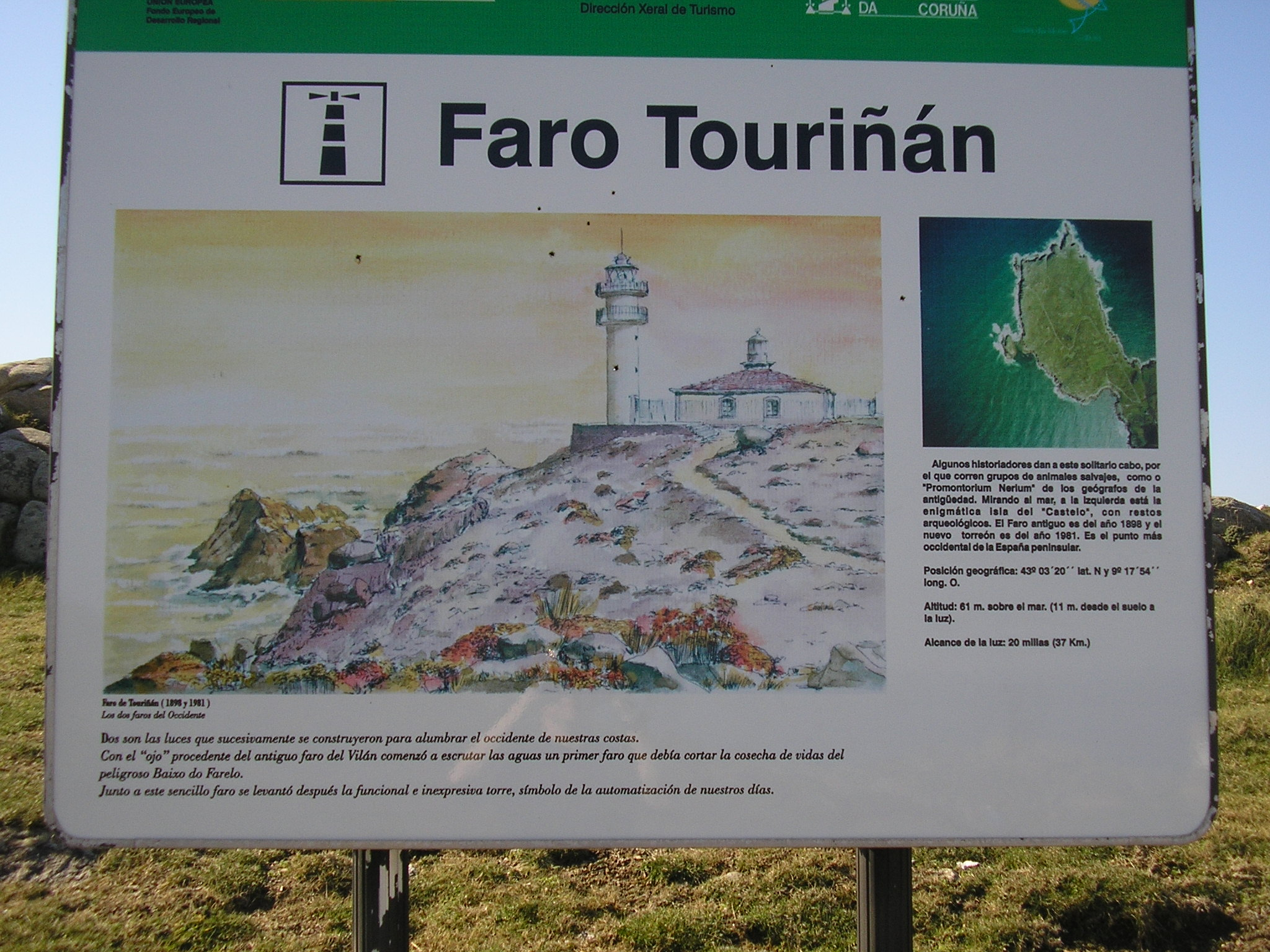
Infotafel am Cabo Touriñán.

Koordinaten: 43° 3′ 11″ N, 9° 17′ 56″ W